# Rekowo (województwo mazowieckie)
Rekowo – wieś w Polsce, położona w województwie mazowieckim, w powiecie sierpeckim, w gminie Zawidz. Ma status solectwa.
| SIMC    | Nazwa    | Rodzaj    |
| ------- | -------- | --------- |
| 0579891 | Sulęcice | część wsi |
| 0579900 | Wróblewo | część wsi |

W latach 1975–1998 wieś administracyjnie należała do województwa płockiego.